# 78 Diana
78 Diana (mednarodno ime je tudi 78 Diana) je velik in temen asteroid tipa C v glavnem asteroidnem pasu. 

## Odkritje
Asteroid je odkril Karl Theodor Robert Luther (1822 – 1900) 15. marca 1863.. Asteroid je poimenovan po boginji lova Diani iz rimske mitologije.

## Lastnosti
Asteroid Diana obkroži Sonce v 4,24 letih. Njegova tirnica ima izsrednost 0,207, nagnjena pa je za 8,688° proti ekliptiki. Njegov premer je 120,6 km, okrog svoje osi pa se zavrti v 7,225 urah .

## Okultacije
4. septembra 1980 so opazovali okultacijo asteroida Diana z zvezdo. Ob tej priliki so določili tudi premer asteroida v velikosti 116 km, kar se precej dobro ujema z meritvijo, ki jo je opravil satelit IRAS (Infrared Astronomical Satellite).